# Punta de los Guzmanes
La Punta de los Guzmanes es una playa localizada en La Manga del Mar Menor, dentro del municipio español de San Javier (Región de Murcia), y bañada por las aguas del Mar Menor.
Su principal característica radica en ser la última playa de La Manga del Mar Menor, se encuentra situada en su extremo norte y desde la misma se puede visitar el paraje de las Encañizadas con una zona de humedal en que se concentran aves, incluidos flamencos y las golas en que se mantiene viva esta tradicional arte de pesca, así como la Encañizada de la Torre, edificación característica de los citados canales y la zona perteneciente a las Parque Regional de las Salinas de San Pedro, a las que no puede acceder a pie por no existir el acceso norte.
Su especial ubicación la hace muy visitada, ya que en dicho lugar se dan bellos atardeceres sobre el Mar Menor, considerado uno de los mejores de España, y es uno de los pocos lugares del mundo donde se puede disfrutar de la unión de dos mares a través de las golas, canales naturales que unen el Mar Menor y el Mar Mediterráneo, que en la zona recibe el nombre de Mar Mayor. Para acceder a esta zona de La Manga, se ha de hacer a través del Puente de la Risa, una peculiar construcción, que formaba parte del proyecto original de Tomás Maestre Aznar para convertir la zona norte de La Manga en una especie de Venecia, construyendo para ello canales de navegación y dándole el nombre de Veneziola, proyecto que quedó inconcluso.
La playa, alargada y que finaliza en la denominada Punta de los Guzmanes que da nombre a la misma y que constituye el punto más septentrional de La Manga, carece de servicios como salvamento o chiringuitos, pero sí está dotada de pasarela y un lavapies, por lo que nos encontramos ante una playa salvaje que, sin embargo, sí que es limpiada por el tractor en temporada estival.
Además, en la misma existe un vértice geodésico, en concreto el denominado "Encañizada", con número 95626, así como cartelería relativa a las Salinas de San Pedro y el arte de pesca de la encañizada.